# Biantes kathmandicus
Biantes kathmandicus is een hooiwagen uit de familie Biantidae. De wetenschappelijke naam van Biantes kathmandicus gaat terug op J. Martens.